# Marcuskerk (Utrecht)
De Marcuskerk is een monumentaal kerkgebouw in de Nederlandse stad Utrecht.
De kerk staat in de buurt Hoograven. Ze is gebouwd in 1958 voor de Nederlands-hervormden naar ontwerp van J.B. baron van Asbeck. Het gebouw is gewaardeerd als gemeentelijk monument. In 2018 hadden de Nederlands-hervormden er hun laatste dienst. Sinds januari 2019 wordt het gebouw gebruikt door Motion Church, een evangelische gemeente naar het Hillsong-concept.